# 粗齿贯众
粗齿贯众（学名：Cyrtomium caryotideum f. grossedentatum）为鳞毛蕨科贯众属贯众下的一个变型。

## 扩展阅读
- 維基物種上的相關：粗齿贯众